# Bring Out the Bottles
Bring Out the Bottles è il primo singolo ufficiale di Redfoo dopo lo scioglimento degli LMFAO, il singolo ha avuto successo in Corea del Sud, mentre entra nelle classifiche musicali di Belgio e Paesi Bassi.

## Video
Il video ufficiale è stato distribuito su YouTube il 23 gennaio 2013. Il video ha oltre 4.5 milioni di visualizzazioni. 
Il video mostra i testi della canzone.

## Classifiche e vendite
| Classifica (2013) | Posizione massima |
| ----------------- | ----------------- |
| Belgio (Fiandre)  | 62                |
| Belgio (Vallonia) | 52                |
| Corea del Sud     | 3                 |
| Paesi Bassi       | 86                |

| Unità vendute        |
| -------------------- |
| Corea del Sud 95.000 |